# Stories (Avicii)
Stories è il secondo album in studio del DJ svedese Avicii, pubblicato il 2 ottobre 2015.

## Descrizione
L'album è stato prodotto in collaborazione con alcuni autori quali Salem Al Fakir, Alex Ebert, Carl Falk, Kristoffer Fogelmark, Martin Garrix, Dhani Lennevald, Ash Pournouri, Albin Nedler, Vincent Pontare, Chris Martin e Wyclef Jean. Stories è stato il quarto album musicale più ascoltato su Spotify nel 2015.

## Singoli
Waiting for Love è un brano pubblicato il 22 maggio 2015, con il contributo vocale di Simon Aldred. Il 28 agosto successivo Avicii pubblica i brani For a Better Day e Pure Grinding, mentre il 29 settembre 2015 viene pubblicato Broken Arrows, come brano pre-order pochi giorni prima della pubblicazione dell'album, con la collaborazione di Zac Brown.

## Tracce
1. Waiting for Love (feat. Simon Aldred) – 3:50
2. Talk to Myself (feat. Matt Hartke) – 3:55
3. Touch Me (feat. Celeste Waite) – 3:06
4. Ten More Days (feat. Zak Abel) – 4:05
5. For a Better Day (feat. Alex Ebert) – 3:26
6. Broken Arrows (feat. Zac Brown) – 3:52
7. True Believer (feat. Chris Martin) – 4:48
8. City Lights (feat. Jonas Wallin) – 6:28
9. Pure Grinding (feat. Kristoffer Fogelmark & Earl St. Clair) – 2:51
10. Sunset Jesus (feat. Sandro Cavazza) – 4:24
11. Can't Catch Me (feat. Matisyahu and Wyclef Jean) – 3:59
12. Somewhere in Stockholm (feat. Daniel Adams-Ray) – 3:22
13. Trouble (feat. Wayne Hector) – 2:51
14. Gonna Love Ya (feat. Sandro Cavazza) – 3:35
15. The Days (feat. Robbie Williams) – 4:38
16. The Nights (feat. Nicholas RAS Furlong) – 2:56